# Batsheva Dance Company

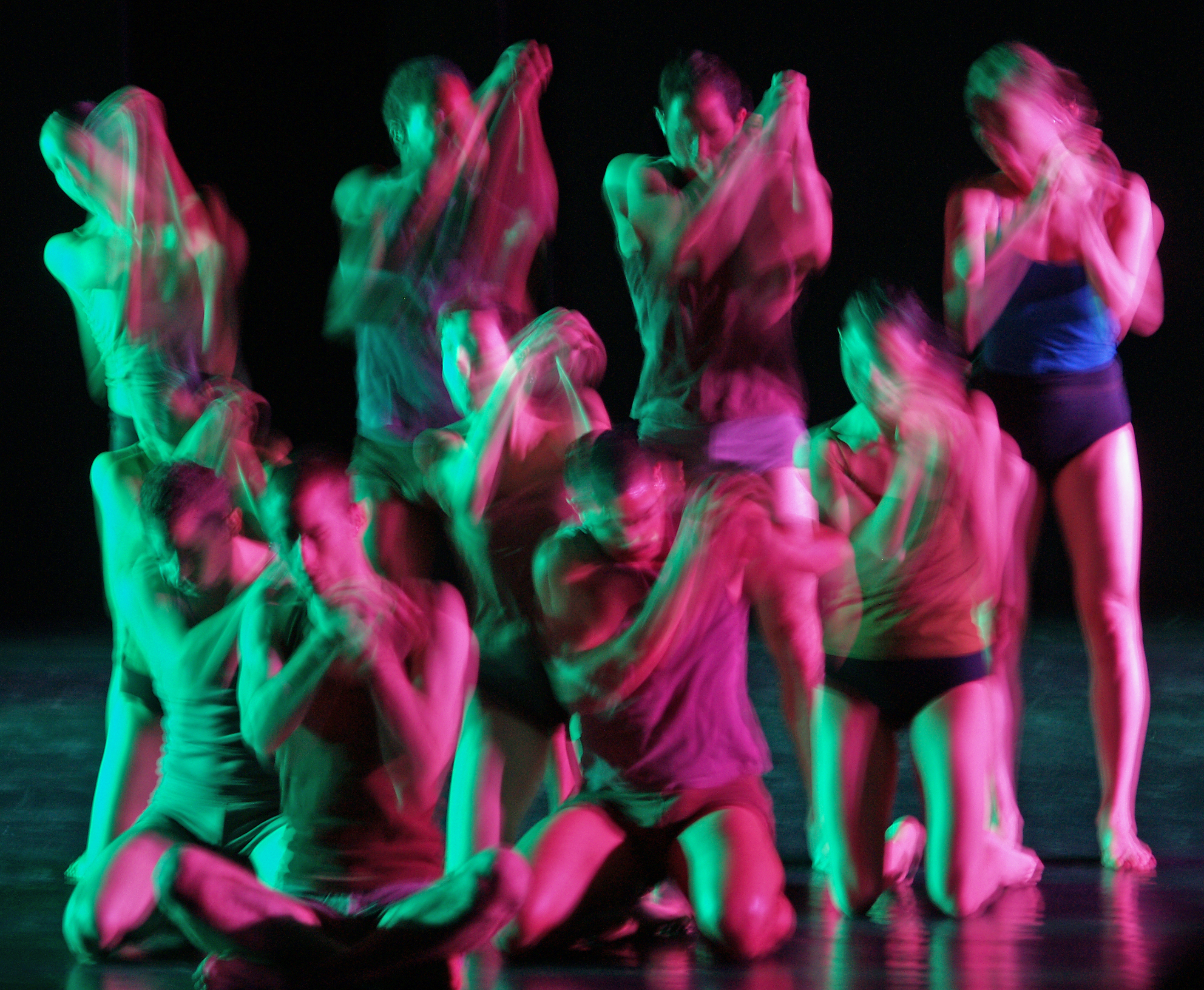
Batsheva Dance Company

Batsheva Dance Company (česky: Taneční skupina Batševa) je uznávaná izraelská taneční skupina z Tel Avivu založená Martou Grahamovou a baronkou Bat-Ševou de Rothschild v roce 1964. V roce 1990 převzal po Martě Grahamové umělecké vedení souboru choreograf Ohad Naharin, který je v současné době hlavním choreografem skupiny. Generální a uměleckou ředitelkou je Naomi Fortis, manželka hudebníka Ramiho Fortise. Mezi významné tanečníky patří Anna Sokolow, Gary Bertini a Robert Cohan.
V prosinci 2008 vystoupil taneční soubor v pražském divadle Archa.